# A Man, a Woman, and a Bank
A Man, a Woman, and a Bank (bra: Um Homem, uma Mulher e um Banco), também conhecido como A Very Big Withdraw, é um filme de assalto canadense de 1979, estrelado por Donald Sutherland e Brooke Adams e dirigido por Noel Black. O filme foi parcialmente financiado pela McNichol, uma produtora formada pela atriz Kristy McNichol, sua mãe-gerente Carollyne e seus representantes. Este é o único filme que a equipe McNichol produziu.

## Enredo
Um ladrão, Reese Halperin, e seu cúmplice, o especialista em computação Norman Barrie, planejam um esquema para invadir um banco de Vancouver.
Enquanto realiza os planos do banco, Reese é inadvertidamente fotografado por Stacey Bishop, que está tirando fotos para a campanha publicitária do banco. Reese e Stacey se encontram e, complicando um pouco o roubo, se apaixonam.

## Personagens
- Donald Sutherland como Reese
- Brooke Adams como Stacey
- Paul Mazursky como Norman
- Leigh Hamilton como Marie